# Cnidoscyphus
Cnidoscyphus är ett släkte av nässeldjur. Cnidoscyphus ingår i familjen Thyroscyphidae.
Kladogram enligt Catalogue of Life:
| Cnidoscyphus | \| \| Cnidoscyphus aequalis \| \| \| \| \| \| Cnidoscyphus marginatus \| \| \| \| \| \| Cnidoscyphus torresii \| \| \| \| |
|              | \| \| Cnidoscyphus aequalis \| \| \| \| \| \| Cnidoscyphus marginatus \| \| \| \| \| \| Cnidoscyphus torresii \| \| \| \| |
|              | Parascyphus |
|              | |
|              | Symmetroscyphus |
|              | |
|              | Thyroscyphoides |
|              | |
|              | Thyroscyphus |
|              | |
|              | Uniscyphus |
|              | |
|              | Cnidoscyphus aequalis |
|              | |
|              | Cnidoscyphus marginatus                                                                                                   |
|              | |
|              | Cnidoscyphus torresii |
|              | |

|  | Cnidoscyphus aequalis   |
|  |                         |
|  | Cnidoscyphus marginatus |
|  |                         |
|  | Cnidoscyphus torresii   |
|  |                         |